# Tetjana Luschanska
Tetjana Luschanska (ukrainisch Тетяна Лужанська engl. Transkription Tetiana Luzhanska; * 4. September 1984 in Kiew, Ukrainische SSR, Sowjetunion) ist eine ehemalige ukrainische Tennisspielerin.

## Karriere
Luschanska, die ihr Spiel auf Sandplätzen bevorzugte, begann im Alter von sieben Jahren mit dem Tennis.
Während ihrer Karriere gewann sie zwei Einzel- und 20 Doppeltitel des ITF Women’s Circuits. Auf der WTA Tour sah man sie erstmals im Hauptfeld beim Cellular South Cup 2006.

## Turniersiege

### Einzel
| Nr. | Datum        | Turnier   | Kategorie   | Belag     | Finalgegnerin     | Ergebnis |
| --- | ------------ | --------- | ----------- | --------- | ----------------- | -------- |
| 1.  | Oktober 2007 | Monterrey | ITF $25.000 | Hartplatz | María Irigoyen    | 6:3, 6:2 |
| 2.  | Oktober 2007 | Saltillo  | ITF $25.000 | Hartplatz | María José Argeri | 6:3, 7:5 |

### Doppel
| Nr. | Datum          | Turnier           | Kategorie    | Belag     | Partnerin            | Finalgegnerinnen                           | Ergebnis         |
| --- | -------------- | ----------------- | ------------ | --------- | -------------------- | ------------------------------------------ | ---------------- |
| 1.  | August 2001    | Harrisonburg      | ITF $10.000  | Hartplatz | Lara Van Rooyen      | Aneta Soukup Anzela Zguna                  | 7:5, 3:6, 6:2    |
| 2.  | September 2004 | Tunica            | ITF $25.000  | Sand      | Aneta Soukup         | Lïga Dekmeijere Natallia Dziamidzenka      | 6:2, 6:1         |
| 3.  | Oktober 2005   | Pelham            | ITF $25.000  | Sand      | Kristina Michalakova | Raquel Kops-Jones Kristen Schlukebir       | 7:62, 6:4        |
| 4.  | April 2006     | Hammond           | ITF $25.000  | Hartplatz | Chan Chin-wei        | Oqgul Omonmurodova Romana Tedjakusuma      | 6:1, 6:3         |
| 5.  | April 2006     | Pelham            | ITF $25.000  | Sand      | Romana Tedjakusuma   | Tiffany Dabek Chanelle Scheepers           | 6:4, 6:1         |
| 6.  | Juni 2006      | Allentown         | ITF $25.000  | Hartplatz | Carly Gullickson     | Julie Ditty Ansley Cargill                 | 6:3, 6:4         |
| 7.  | August 2006    | Washington, D.C.  | ITF $75.000  | Hartplatz | Chan Chin-wei        | Oqgul Omonmurodova Varvara Lepchenko       | 6:2, 1:6, 6:0    |
| 8.  | Oktober 2006   | Houston           | ITF $50.000  | Hartplatz | Julie Ditty          | Laura Granville Carly Gullickson           | 6:4, 4:6, 7:5    |
| 9.  | Januar 2007    | Tampa             | ITF $25.000  | Hartplatz | Angelika Bachmann    | Andrea Hlaváčková Olga Blahotová           | 7:5, 6:2         |
| 10. | Januar 2007    | Fort Walton Beach | ITF $25.000  | Hartplatz | Angelika Bachmann    | Marie-Ève Pelletier Sunitha Rao            | 7:5, 6:77, 7:64  |
| 11. | März 2007      | Hammond           | ITF $25.000  | Hartplatz | Chan Chin-wei        | Teodora Mirčić Marie-Ève Pelletier         | 6:1, 7:63        |
| 12. | Mai 2007       | Incheon           | ITF $25.000  | Hartplatz | Romana Tedjakusuma   | Lee Jin-a Yoo Mi                           | 6:1, 6:4         |
| 13. | Juni 2007      | Istanbul          | ITF $25.000  | Hartplatz | Monique Adamczak     | Stanislava Hrozenská Marija Kondratjewa    | 6:4, 6:4         |
| 14. | Juli 2007      | Rom               | ITF $25.000  | Sand      | Chan Chin-wei        | Iryna Burjatschok Patricia Mayr-Achleitner | 7:67, 6:4        |
| 15. | April 2008     | Dothan            | ITF $75.000  | Sand      | Michaela Paštiková   | Maria Fernanda Alves Stéphanie Dubois      | 6:1, 6:3         |
| 16. | Juli 2009      | Lexington         | ITF $50.000  | Hartplatz | Chan Chin-wei        | Jacqueline Cako Alison Riske               | 6:3, 6:2         |
| 17. | Juni 2010      | Boston            | ITF $50.000  | Hartplatz | Kimberly Couts       | Lindsay Lee-Waters Megan Moulton-Levy      | 6:4, 3:6, 6:4    |
| 18. | November 2010  | Phoenix           | ITF $75.000  | Hartplatz | Coco Vandeweghe      | Julia Boserup Sloane Stephens              | 7:5, 6:4         |
| 19. | Juni 2011      | Boston            | ITF $50.000  | Hartplatz | Alexandra Mueller    | Sharon Fichman Marie-Ève Pelletier         | 7:63, 6:3        |
| 20. | September 2011 | Ningbo            | ITF $100.000 | Hartplatz | Zheng Saisai         | Chan Chin-wei Han Xinyun                   | 6:4, 5:7, [10:4] |